# Tomasz Tokarski
Tomasz Tokarski (ur. 1967 w Łodzi) – polski ekonomista.

## Życiorys
W okresie 1986–1991 studiował kierunek Cybernetyka Ekonomiczna i Informatyka na Wydziale Ekonomiczno-Socjologicznym Uniwersytetu Łódzkiego. Tytuł magistra ekonomii uzyskał w 1991 roku. W latach 1991–1997 jako asystent pracował w Katedrze Ekonomii Uniwersytetu Łódzkiego. W 1996 roku obronił dysertację pt. Postęp techniczny a wzrost gospodarczy w świetle wybranych modeli makroekonomicznych i uzyskał stopień doktora nauk ekonomicznych. W latach 1997–2003 jako adiunkt pracował w Katedrze Ekonomii Uniwersytetu Łódzkiego. W 2002 roku uzyskał stopień doktora habilitowanego nauk ekonomicznych. Jego praca habilitacyjna pt. Determinanty wzrostu gospodarczego w warunkach stałych efektów skali została opublikowana w tymże roku.
Od 2003 roku pracuje na Wydziale Zarządzania i Komunikacji Społecznej Uniwersytetu Jagiellońskiego, obecnie w Instytucie Ekonomii i Zarządzania. W 2007 roku został uhonorowany Nagrodą Naukową w dziedzinie ekonomii im. F. Skarbka za publikację pt. Statystyczna analiza regionalnego zróżnicowania wydajności pracy, zatrudnienia i bezrobocia w Polsce (2005). W 2009 roku uzyskał tytuł profesora nauk ekonomicznych. W 2019 został wybrany przewodniczącym Rady Dyscypliny Ekonomia i finanse na Uniwersytecie Jagiellońskim.

## Publikacje
- Determinanty wzrostu gospodarczego w warunkach stałych efektów skali, 2002.
- Wybrane modele podażowych czynników wzrostu gospodarczego, 2005.
- Statystyczna analiza regionalnego zróżnicowania wydajności pracy, zatrudnienia i bezrobocia w Polsce, 2005.
- Ekonomia matematyczna modele mikroekonomiczne, 2011.
- Ekonomia matematyczna modele makroekonomiczne, 2011.

Ponadto autor i współautor około 50 artykułów w czasopismach naukowych dotyczących głównie wzrostu gospodarczego, zatrudnienia i bezrobocia.